# 小行星3313
小行星3313（英語：3313 Mendel）是一颗围绕太阳公转的小行星。1980年2月19日，安東寧·姆爾科斯在克列特发现了此天体。
这颗小行星的绝对星等为345.65385等。